# Pseudomphrale miramisho
Pseudomphrale miramisho is een vliegensoort uit de familie van de venstervliegen (Scenopinidae). De wetenschappelijke naam van de soort is voor het eerst geldig gepubliceerd in 2001 door Hassan & El-Hawagry.